# Claude Anthime Corbon

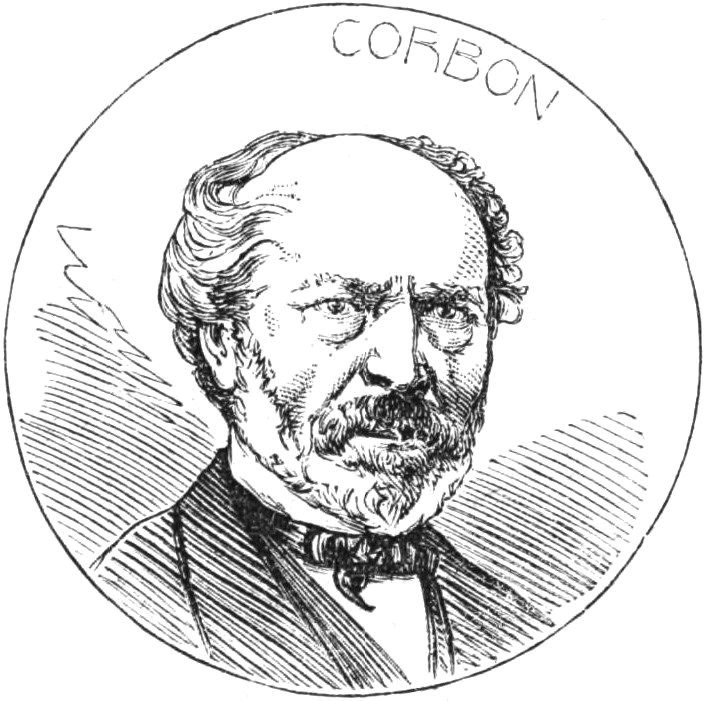
Claude Anthime Corbon.

Claude Anthime Corbon, född den 23 december 1808 i Arbigny-sous-Varennes, Haute-Marne, död den 26 februari 1891 i Paris, var en fransk politiker.
Corbon var av hantverkarsläkt och var redan som barn tvungen att börja arbeta i en fabrik, men utbildade sig senare till en skicklig träsnidare. Tillsammans med 200 kamrater grundade han 1840 arbetarbladet L'Atélier och ledde det, till dess nedläggning 1850, i demokratisk-katolsk anda (i enlighet med Buchez' lära); det hade som valspråk Paulus ord: "Den, som inte vill arbeta, skall inte heller äta". I februari 1848 tog Corbon personlig del i gatustriderna, blev därefter sekreterare i den provisoriska regeringen och valdes till nationalförsamlingen, där han avrådde från nationalverkstädernas hastiga stängning, men annars hörde till de moderata republikanerna (han valdes därför också till en av de vice talmännen). År 1849 återupptog Corbon sitt hantverk och ivrade för upprättandet av fackskolor. Han blev 1863 medarbetare av Siècle och skrev särskilt skildringar av "Männen från 1848". I september 1870 blev han maire i ett av Paris kvarter och i november omvald mot Victor Hugo. Han avgick i mars 1871 och sökte nu hejda kommunens uppror genom att utverka självstyre för Paris, i juli 1871 valdes han till nationalförsamlingen och 1875 av denna till senator på livstid. Han hörde i bägge församlingarna till det republikanska partiet och var 1885-1889 en av senatens tre kvestorer.